# Lupinus polyphyllus
Lupinus polyphyllus là một loài thực vật có hoa trong họ Đậu. Loài này được Lindl. miêu tả khoa học đầu tiên.
Đây là loài bản địa phía tây Bắc Mỹ từ phía nam Alaska và British Columbia đông sang Alberta và phía tây Wyoming, và phía nam Utah và California. Nó thường mọc dọc theo suối và lạch, thích môi trường sống ẩm.

## Hình ảnh

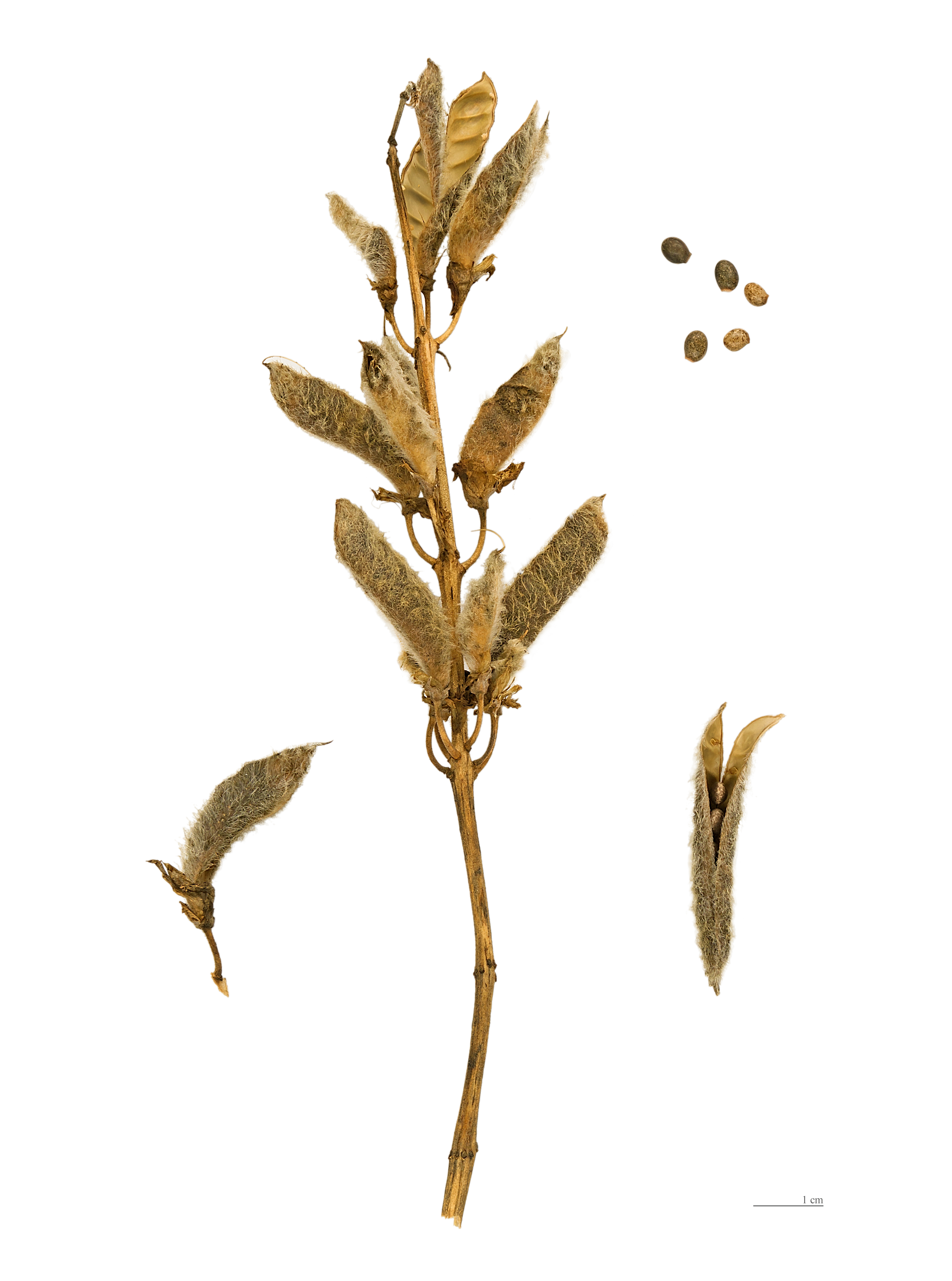
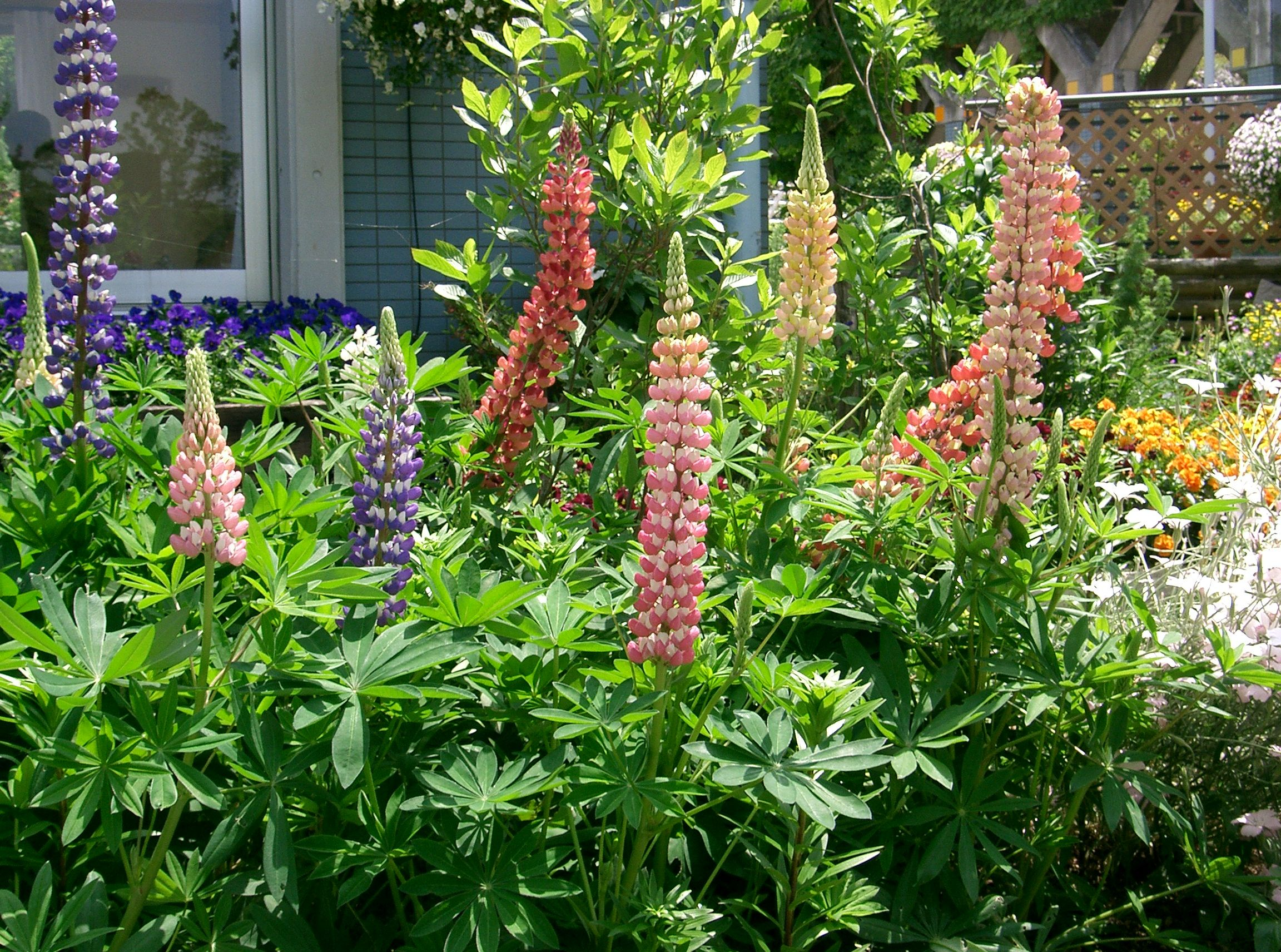
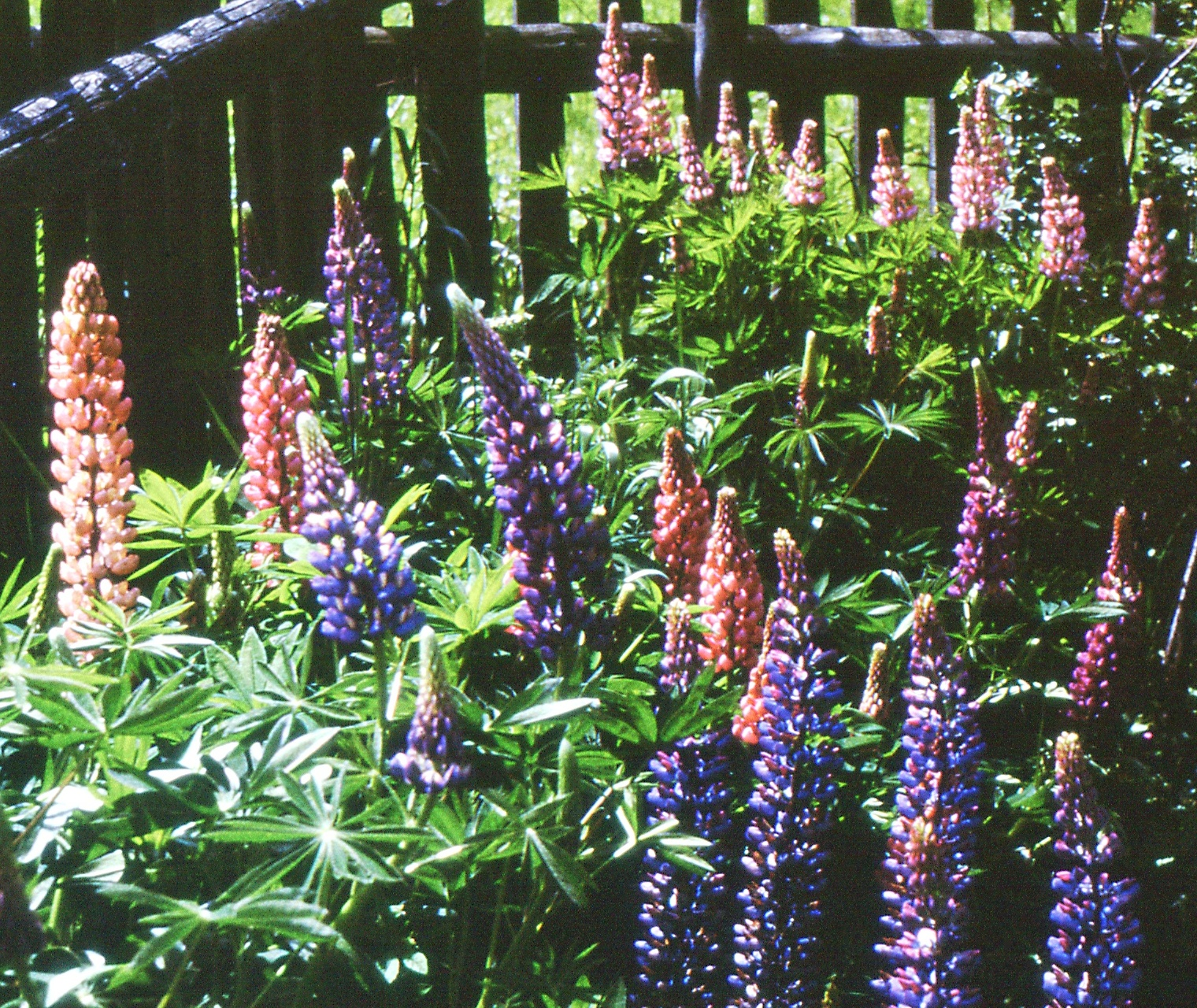
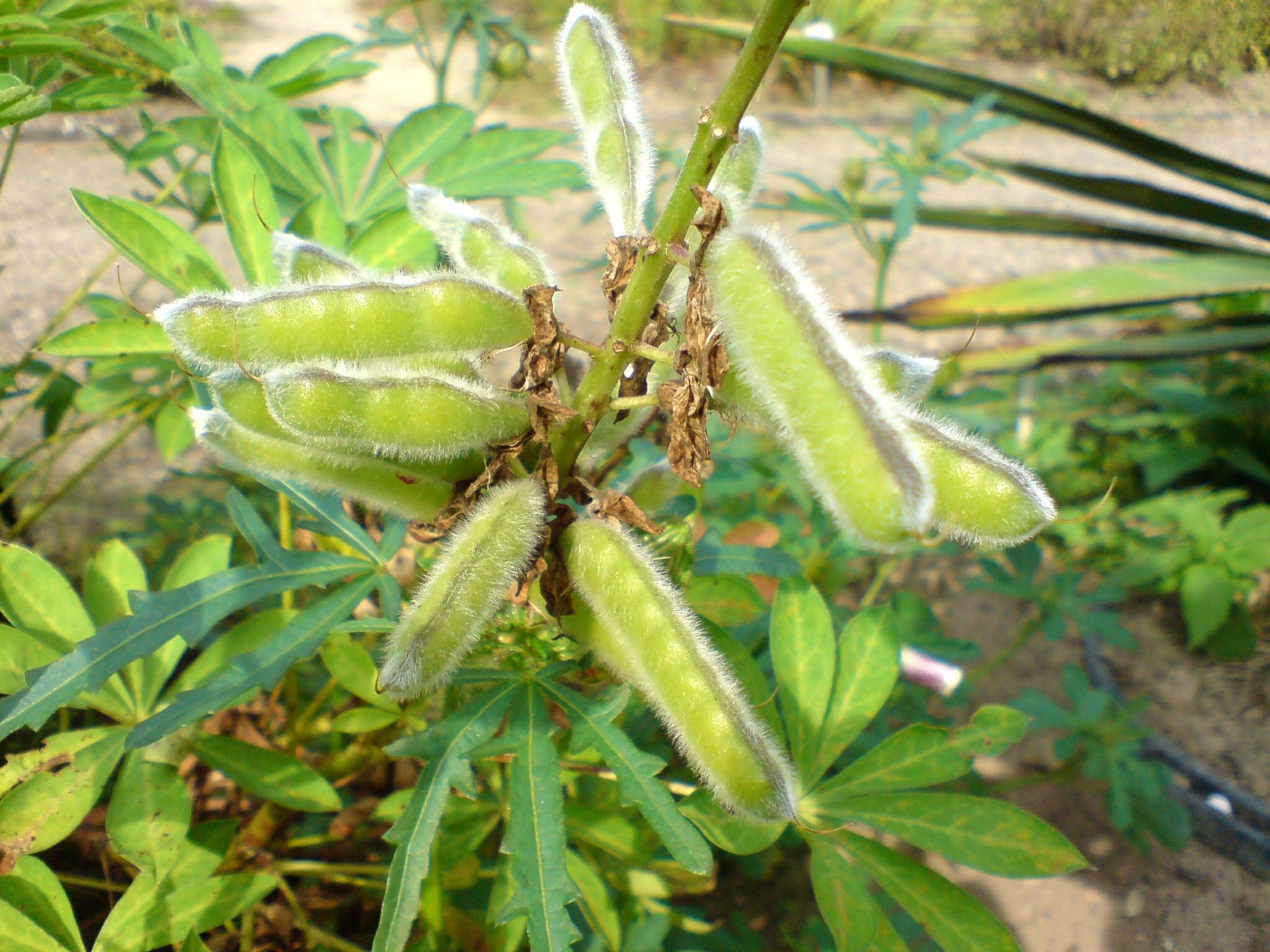
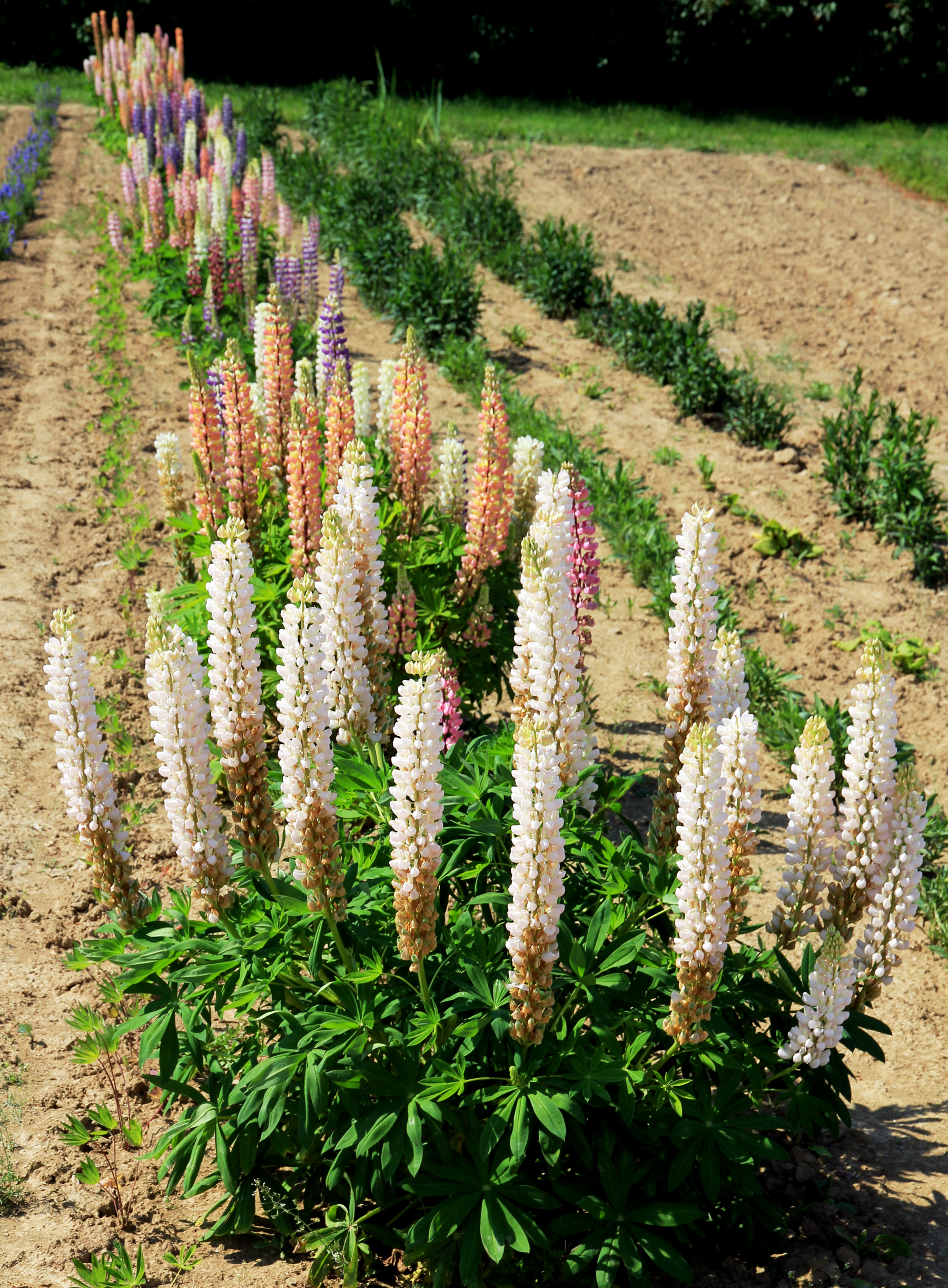